# Thiên niên kỷ 2 TCN
Thiên niên kỷ 2 TCN là từ năm 2000 trước công nguyên đến năm 1001 trước công nguyên, nghĩa là bằng 1000 năm trong lịch Gregory. Trong vùng Trung Đông, nó đánh dấu thời kỳ chuyển đổi từ thời giữa đến cuối thời kỳ đồ đồng.